# Radosław Sikorski
Radosław Tomasz Sikorski , conocido como Radek Sikorski (Bydgoszcz, Polonia, 23 de febrero de 1963) es un político y periodista polaco. Es el actual Ministro de Asuntos Exteriores de Polonia desde 2023, previamente ocupó dicho entre 2007 y 2014. Entre 2015 y 2023 fue diputado del Parlamento Europeo dentro del Grupo del Partido Popular Europeo.
Sikorski estuvo muy involucrado en la tensión con Solidaridad a finales de los años 70, y dirigió el comité estudiantil de huelga en Bydgoszcz. Se quedó en Gran Bretaña cuando fue declarada la ley marcial en su país natal en 1981 y estudió Filosofía, Políticas y Económicas en el Pembroke College de la Universidad de Oxford. Trabajó entonces como periodista. En 1984 se hizo ciudadano británico. A mediados de los 80, Sikorski trabajó como corresponsal de guerra en Afganistán.
De vuelta a Polonia, en 1992 ejerció brevemente de viceministro de Defensa del gobierno de Jan Olszewski. Desde 1998 hasta 2001 fue viceministro de Asuntos Exteriores del gobierno de Jerzy Buzek. Desde 2002 hasta 2005 fue miembro residente del think tank conservador Instituto Americano de Empresa en Washington D. C. y director ejecutivo de la Inicitiativa Nuevo Atlántico. Volvió al gobierno de Polonia como ministro de Defensa en 2005.  En 2012, su crítica a la partida británica de la Unión Europea le mereció un fisking por parte de Daniel Hannan en el The Daily Telegraph.
En las elecciones al Parlamento Europeo de 2019 resultó electo.
En 2023, luego de las elecciones del 15 de octubre, retomó el cargo de ministro de Asuntos Exteriores en el tercer gabinete de Donald Tusk.

## Vida privada
Está casado con la periodista e historiadora estadounidense Anne Applebaum, con quien tiene dos hijos: Alexander y Tadeusz.